# Flughafen Pakse

i8
i11
i13
Der Flughafen Pakse (laotisch ສະຫນາມບິນສາກົນປາກເຊ, IATA-Code: PKZ; ICAO-Code: VLPS) ist der internationale Flughafen der Stadt Pakse im Süden von Laos. 
Er besteht aus einer asphaltierten Piste (1625 × 45 m) sowie einem Terminal. Es gibt nur noch drei weitere internationale Flughäfen im Land: Den Flughafen Luang Prabang, den Flughafen Savannakhet und den von Vientiane.

## Zwischenfälle
- Am 16. August 1954 wichen die Piloten einer Bristol 170 Mk.21E der Air Vietnam (Luftfahrzeugkennzeichen F-VNAI) auf ihrem Flug von Hanoi nach Saigon auf Grund von Triebwerksproblemen für eine Notlandung zum Flughafen Pakse aus. Im Anflug stürzte die Maschine in einen Nebenfluss des Mekong. Auf dem Flug wurden Familienangehörige von Truppen aus dem Bereich des Roten Flusses im Norden Vietnams evakuiert; das Flugzeug war überladen. Von den 55 Insassen wurden 47 getötet, 46 Passagiere und ein Steward. Dies war der schwerste Unfall einer Bristol 170.[1][2]

- Am 16. Oktober 2013 wurde eine ATR 72-600 (RDPL-34233) der Lao Airlines vom Flughafen Vientiane kommend nach einem missglückten Landeanflug auf den Flughafen Pakse um 15:55 Uhr Ortszeit in den Fluss Mekong geflogen. Alle 49 Insassen wurden durch diesen controlled flight into terrain getötet (siehe auch Lao-Airlines-Flug 301).[3][4]